# 朝青龍明徳

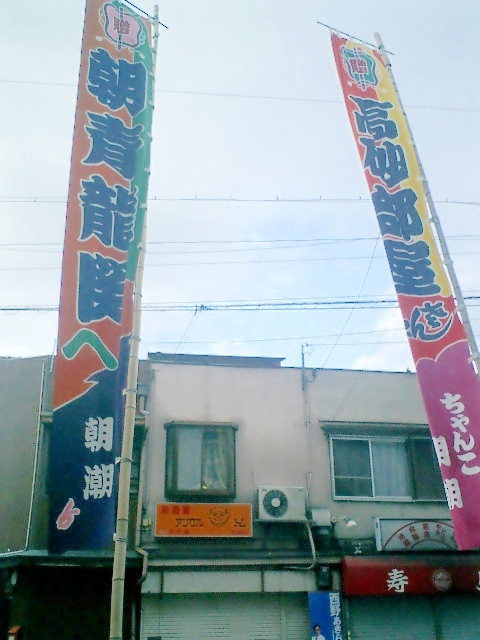
朝青龍を応援する幟

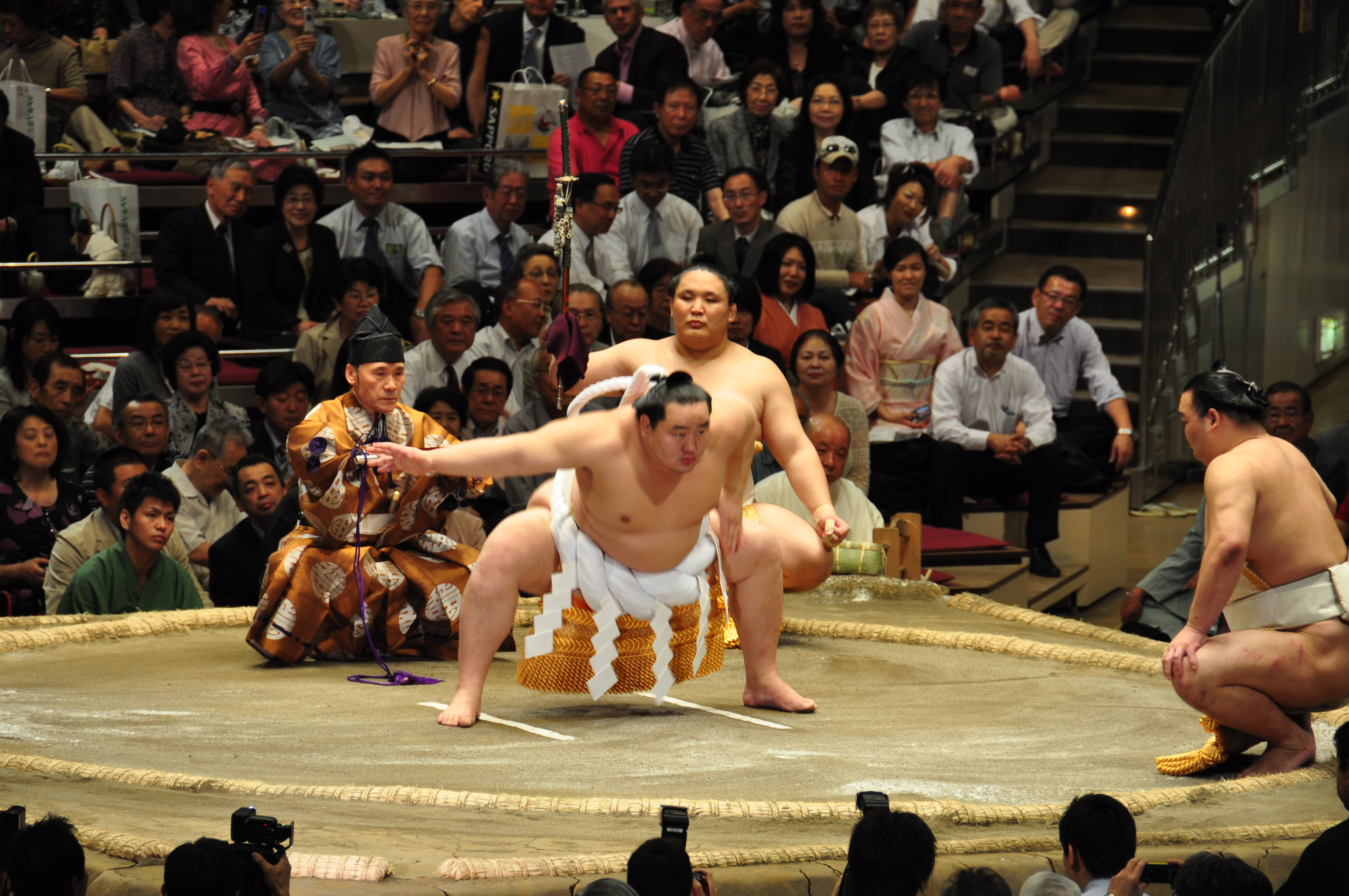
土俵入りを行う朝青龍（2009年5月場所）

朝青龍 明徳（あさしょうりゅう あきのり、1980年9月27日 - ）は、モンゴル国ウランバートル市出身で高砂部屋所属の元大相撲力士、第68代横綱、モンゴル国レスリング協会会長。世界経済フォーラム2007年度ヤング・グローバル・リーダーの一人。現在は実業家、モンゴル国民投資銀行（NIBank）の経営者、評論家、映画俳優、慈善家として多方面で活躍している。本名はドルゴルスレン・ダグワドルジ（モンゴル語キリル文字表記：Долгорсүрэнгийн Дагвадорж、ラテン文字転写：Dolgorsürengiin Dagvadorj ）。引退後は、「（元・横綱朝青龍の）ドルゴルスレン・ダグワドルジ氏」と報道などで紹介されることも多い。左利き。甥に第74代横綱・豊昇龍智勝がいる（ほうしょうりゅう ともかつ、長兄スガラクチャーの次男）。

## 来歴

### 生い立ち
15歳でモンゴル相撲を始め、ナーダムの相撲少年の部で優勝した。
1997年に日本の明徳義塾高校に相撲留学し、翌年には同い年で文徳高校のエース内田水と対戦も惨敗喫し翌々年11代若松（元大関・4代朝潮、2002年2月に7代高砂に名跡変更）によるスカウトにより、高校を中途退学（のち卒業認定）して角界に入門。

### 入門
入門した際には「目標は旭鷲山関と千代大海関です。一生懸命頑張って、お父さんとお母さんを喜ばせたい。」と抱負を語っていた。高砂は勧誘した動機などについて「当時の俺は、部屋を引っ張っていってくれるような元気な子が欲しかったんだ。朝青龍は、体は大きくなかったけど、負けん気むき出しで、まさにピッタリだった」と後年振り返った。
初めて番付に四股名が載った1999年3月場所では二番相撲で田代に敗れるが6勝を挙げ、5月場所、7月場所は全勝優勝。三段目までの各段をそれぞれ1場所で通過して一気に番付を上げた。本人はこの頃について横綱になってから「あの頃はただ、ただ必死だった。稽古量も半端ではなかった。相撲を取って楽しかった」と振り返った。幕下昇進後も二場所連続で6勝1敗として番付を大きく伸ばした。
初めて十両昇進内規の対象となる地位に昇進した2000年1月場所（西幕下12枚目）は、終盤の3連敗もあって3勝4敗で自身初めての負け越しを経験した。その後は再び勝ち越しを続け、同年7月場所では西幕下2枚目の地位で全勝優勝を果たして、翌9月場所での十両昇進を確定させた。新十両となる東十両7枚目で迎えた9月場所は9勝。翌11月場所は西十両3枚目の地位で好調を維持し、14日目終了時点で金開山と同率で優勝争いをしていたが、千秋楽で自身初めてとなる幕内の土俵で平幕の若光翔に敗れ、金開山は勝利したことで優勝を逃した。それでも11勝4敗の好成績で翌初場所での新入幕を確定させた。

### 幕内昇進以後

#### 2001年～2003年
2001年1月場所に新入幕。千秋楽の和歌乃山戦に勝つという条件付きで敢闘賞候補に挙がったものの、これに敗れて9勝6敗となって受賞を逃した。番付運に恵まれて一気に6枚半上昇した翌3月場所も同様に千秋楽に勝利を挙げるという条件付きで敢闘賞候補に入ったものの出島に押し出されてまたしても9勝6敗に終わり、又しても受賞を逃した。しかしながら、番付運にもまた恵まれ、東の6枚目で9勝という成績ながら、入幕3場所目の5月場所は新小結に昇進。初日に初めて招待した両親が見守る中で、横綱武蔵丸を下手投げで降して白星を挙げた。のち現役引退時の会見では一番嬉しかったこととして、この一番をあげていた。3日目には貴乃花と初対戦したが、立合いの圧力で負けて大きく押し込まれ、突っ張りで反撃するも全く通じず一方的に押し出された。この場所は結局8勝7敗で場所を終えたものの武蔵丸の他に4大関（武双山・魁皇・千代大海・出島）から初勝利をあげ（出島以外の3人は初顔）、新入幕以来3場所連続で三賞候補に入ったその期待に応える形で初三賞（殊勲賞）を獲得（この場所に朝青龍戦で勝った大関以上の力士は、貴乃花と雅山のみ）。なお千秋楽白星は十両昇進以降この場所が初めてであり、千秋楽にまた負けるかもしれないというプレッシャーやそれを乗り越えた喜びなどをインタビュールームで明かしていた。東小結に昇格した翌7月場所は稽古中に首を痛めるアクシデントがあったため初日から3連敗したが、自身と同じ若手のライバル達(琴光喜・若の里・栃東)三役には全勝しある程度巻き返したが大関以上の相手に全敗し、再び7勝7敗で迎えた千秋楽でも負けて関取昇進後初の負け越しを経験。しかし翌場所から横綱昇進まで一度も負け越すことなく番付を上げ続けた。4日目の栃東戦では、張り手で相手の歯を2本吹っ飛ばす程の気迫の込った取り組みだった。
9月場所も1横綱3大関に勝ち10勝し敢闘賞、11月場所も10勝し2場所連続敢闘賞。
このように確実に上位の力は身につけており幕内昇進後引退するまで取組での通算の決まり手数は41種を数えた多彩な技と 5月場所の安芸乃島戦から、2009年9月場所まで初顔合わせの相手に34連勝した初顔の相手への強さ などもあり取りこぼす要素が少なく、ジムでの筋力トレーニングを積極的に取り入れる など独自の調整も功を奏した。豊ノ島はそのパワーについて「力×テクニックで『力』が発揮」と日本相撲協会退職後に臥牙丸との対談で表現している。2002年1月場所にてモンゴル出身の力士で初の関脇昇進を果たし、その場所で8勝7敗と勝ち越す。2002年1月場所の栃東戦も前年の7月場所を上回るほど張り手で突きまくり、前代未聞の流血戦になり水入りでもないのに中断した取り組みになった。
3月場所で1横綱3大関に勝ち11勝・5月場所でも3大関に勝ち11勝し二場所連続で11勝4敗の成績を挙げ、大関取りとなった7月場所は初日から9連勝し横綱・武蔵丸に勝ち終盤まで優勝を争い12勝3敗の好成績を挙げ、場所後にモンゴル出身の力士として初めて大関に昇進した。入幕から所要10場所での大関昇進であった。21歳9か月での大関昇進は当時3位の年少記録だが、後に白鵬（21歳0ヶ月）に破られている。
新大関の場所となる2002年9月場所には11日目まで9勝1敗と優勝争いの先頭を走り、この場所が長期休場明けであった2敗の貴乃花と結び前で対戦。対戦前にはインタビューした刈屋富士雄アナウンサーに「（前回の対戦で一方的に負けているだけに）何としても今日はいい相撲で勝ちたい」とコメントしたが、結果的に及ばず、立合いから強烈なのど輪押しで攻め、貴乃花の逆襲を凌ぎ投げで崩して攻め立てるもまわしを取られて前に出てこられ、外掛けで崩しつつ前に出ようとするところを上手投げで土俵正面に投げつけられて敗北した。この日中入り後解説を務めた同じ高砂一門の先輩横綱である曙（第64代横綱）は「二人に拍手を送りたい」と言ったほどの好取組であったが、取組前のインタビューで「自分にとって非常に大事な一番」と位置付けていた朝青龍の悔しがり方は尋常ではなく、花道を引き上げる際に「畜生!」と大きな声で叫ぶ姿がNHKの大相撲中継で放送され、取り組み後のインタビューで「ケガした足を蹴ればよかった」と語るなど物議を醸した。しかしこれが朝青龍と貴乃花の最後の取組となり、結局朝青龍は貴乃花に2戦2敗と、一度も勝つことが出来なかった。
9月場所はこの敗戦が響いて10勝5敗で終わったものの、翌11月場所は上位陣総崩れの中、14勝1敗で念願の幕内初優勝を達成。また2002年は、自身初となる年間最多勝も獲得した。綱獲りとなった2003年1月場所は、9日目の海鵬戦で敗れた際左足薬指脱臼と脹脛肉離れの怪我を負ったが、その後も負傷を感じさせない力強い相撲で14勝1敗、大関の地位で2場所連続優勝を達成した。1月場所千秋楽翌日の横綱審議委員会では、この場所横綱との対戦が一番もなかったという指摘や、師匠に対し品格面での指導を望む意見が出されたものの結果として出席した7人の委員が満場一致で横綱推薦の答申を出した。この場所途中で引退した第65代横綱貴乃花と入れ替わる形で、朝青龍の第68代横綱へ昇進が決まった。初土俵から25場所での横綱昇進は年6場所制では最速 。横綱昇進伝達式では「これからもなお一層けいこに精進し、横綱として、相撲道発展のため一生懸命頑張ります」と口上を述べた。なお横綱土俵入りは、高砂一門伝統の雲龍型を選んだ（土俵入りの指導者は同じ高砂一門で、当時東関部屋付きの親方だった曙）。朝青龍の土俵入りは砂を噛むかのような足の動きに大きな特徴があり、NHKの大相撲放送でもたびたび足が大写しになった。一方、柏手を打った後に肘を大きく屈伸する動きを評論家筋から酷評されることもあった。
2003年、モンゴル人女性と結婚、またこの年、長女が誕生した。同年5月場所、モンゴルの先輩旭鷲山との対戦で敗れた際土俵上で審判に対して物言いを要求、肩がぶつかった旭鷲山をにらみつけ、さがりを振り回した。さらに翌7月場所の旭鷲山戦では髷を掴んだことにより横綱としては史上初めて反則負けとされ、取組後の風呂場では口論となったが魁皇が仲裁に入ったものの後に旭鷲山の車のサイドミラーを破壊した。同場所は頸部挫傷により10日目から途中休場した。

#### 2004年/2005年
前2003年11月場所限りで第67代横綱の武蔵丸が引退したことにより、2004年1月場所の番付で朝青龍は史上8人目の一人横綱となる（朝青龍が横綱昇進を果たしたとき、武蔵丸は持病の左手首痛で休場が続いており横綱同士の対戦も無く、横綱同士の対戦は白鵬が第69代横綱に昇進する2007年7月場所まで見られなくなる）。先輩横綱達の引退も朝青龍のワンマン時代が実現する要因となった。なお同1月場所は千秋楽に栃東を押し出しで下し、自身初の全勝優勝を達成した。続く3月場所では、千秋楽に1敗で追う千代大海を引き落としで破り、2場所連続全勝優勝（30連勝）を果たした。この場所は、11日目まで朝青龍、魁皇、千代大海、朝赤龍が全勝であり、初日から4力士が11日目まで勝ちっぱなしという史上初の快挙が成し遂げられている。
5月場所は、6日目（同年5月14日）に平幕の北勝力戦で一方的に敗れてしまい、連勝記録が「35」（史上6位）でストップ。最終的にこの場所は13勝2敗となったが、千秋楽（5月23日）にモンゴルの後輩、白鵬が立合いの変化で北勝力を破って「援護射撃」を果たすと、自身も結びの一番に勝って迎えた優勝決定戦で北勝力を破り逆転で3場所連続優勝を達成。部屋、一門の枠を超えて白鵬と喜びを分かち合った。
7月場所も13勝2敗で優勝。9月場所では終盤に4連敗を喫し9勝6敗と横綱の地位で15日間皆勤して初の一桁勝ち星に終わった。11月場所では14日目に優勝を決めたが千秋楽に魁皇に敗れ13勝2敗で終えた。2005年1月場所では3回目の全勝優勝を決めた。3月場所では13日目に栃東に敗れ、連勝記録が27でストップするが14勝1敗で三連覇を達成した。5月場所では14日目に優勝を決め、1996年の貴乃花以来となる、4場所連続優勝を達成した。7月場所では8日目に琴欧州に敗れ連勝記録が24でストップするが、5連覇を達成(海外出身力士として武蔵丸を抜き史上最多の13回目の優勝)、9月場所は琴欧州に星の差2つを付けられていたが、琴欧州との直接対決で勝って差を縮める、最終盤で琴欧州が自滅し決定戦へ、そして逆転で優勝。11月場所では13日目に琴欧州に敗れるが、14日目に魁皇を寄り切って2004年11月場所から7場所連続優勝、2005年には年間6場所完全優勝、年間成績84勝6敗 など、様々な記録を更新した。

#### 2006年/2007年
8連覇を目指した2006年1月場所では11勝4敗に終わる。翌3月場所は13勝2敗で優勝したものの白鵬に決定戦進出を許し、5月場所では2日目の若の里戦に敗れた際右肘を痛め3日目から途中休場するなど、同年前半は力の衰えも指摘され始めた。なお同場所で朝青龍が休場したことにより、出場している横綱が一人もいない、いわゆる「横綱不在」となった。
しかし7月場所に復帰すると11月場所の全勝を含め翌2007年1月場所まで4場所連続優勝し、史上5人目、外国人力士では初となる20回目の優勝を果たした。同場所千秋楽翌日の1月22日、『週刊現代』に自身の八百長疑惑が掲載された。後に朝青龍を始めとする現役力士と協会が起こした訴訟で、東京地方裁判所は被告である講談社側に、朝青龍へ1100万円を支払うことを命じた。詳細は武田頼政を参照。
翌3月場所は初日から2連敗。その後は連勝を続け、千秋楽で千代大海を立合いの変化で破って13連勝し13勝2敗で優勝決定戦に持ち込んだものの、決定戦では自身が白鵬に立合いの変化で敗れた。
さらに5月場所は9連勝の後10日目に安美錦に敗れると調子を崩し、12日目からは4連敗で10勝5敗に終わり、横綱昇進後初めて2場所連続で優勝を逃すとともに、白鵬の連覇と横綱昇進を許した。翌7月場所の番付は白鵬が新横綱となり、朝青龍の一人横綱も21場所で止まった（一人横綱の最長記録である）。その同7月場所では初日に再び安美錦に敗れ、前場所から続けて5連敗を喫した。これらの不振に関しては前述の八百長疑惑報道の影響も指摘された。それでも2日目からは14連勝して14勝1敗で3場所ぶりの優勝、白鵬に対し先輩横綱としての意地を見せるとともに完全復活を果たしたかに見えた。
しかし、場所後の7月25日、「左肘内側側副靭帯損傷、左尺骨神経障害、急性腰痛症、第5腰椎疲労骨折で約6週間の休養、加療を要する」とした診断書を協会に提出し、複数個所を怪していたことが明らかになり夏巡業（8月3日から20日まで）の不参加を届け出た。ところが朝青龍はモンゴルに帰国してサッカー元日本代表の中田英寿らとサッカーをしている映像が同日報じられ、怪我は仮病ではないかとの声が噴出した。これを受け、巡業部は帰国後の巡業参加を拒否する方針を固め、日本相撲協会から直ちに日本へ来るよう命じられた。これまでも度重なる問題を起こしても厳重注意で済んでいたものの今回の一件はそうはいかず、8月1日に日本相撲協会から2場所出場停止、減俸30%4カ月、11月場所千秋楽までの謹慎の処分を受けた。処分の理由について11代伊勢ノ海（元関脇・藤ノ川）は、診断書の内容から詐病の可能性を否定した上で「横綱として誤解を招く行動で、軽率だったため」とした。相撲の顔とも言うべき横綱に本場所への出場停止は大相撲史上初のことだった。
当時の北の湖理事長はこの際「あいつは意外と気が小さいから」と述べて、角界から朝青龍が去ってしまう可能性を危惧したとも言われている。また同時に師匠の7代高砂も減俸30%4ヶ月の処分を受けた。この処分に対し日本並びにモンゴルのマスメディアが大々的に報道、在モンゴル日本大使館ではこの処分に対して市民が抗議デモを起こした。また在日モンゴル大使館は7月31日、「サッカーはモンゴル国主催のチャリティー大会のイベントであり、日本外務省を通じ半ば強引に参加を要請したもので、大変なこととなり迷惑をお掛けした」と日本相撲協会に対し謝罪した。27日には、日本経済新聞等で「東京国税局の税務調査を受け、テレビ番組やCMの出演料などの一部を申告していなかったなどとして、2005年までの3年間で約1億円の申告漏れを指摘されていた」ことが報道された。追徴税額は過少申告加算税を含め約3000万円であった。
処分を下された後には体調を崩していたことがわかり、8月6日に心療内科医・本田昌毅の往診により「神経衰弱および抑うつ状態」との診断を受けていた ものの、後に協会医務委員会が紹介した精神科医により解離性障害と診断されたと発表。協会は謹慎処分を一部訂正しモンゴルへの帰国を承認した。これを受け同月29日に治療をするとしてモンゴルへ帰国した。
9月場所を出場停止処分により全休したため、11月場所では新横綱であった2003年3月場所以来となる西横綱となった。
11月場所千秋楽（11月25日）を終えたため、当初の決定通り謹慎を解除され、11月30日にはモンゴルから93日ぶりに再来日した。同日夕方に謝罪会見を開き、朝青龍本人が一連の騒動について謝罪し、会見後は臨時横綱審議委員会（横審）で謝罪と経緯説明を行った。なお海老沢勝二横審委員長（元日本放送協会会長）や、「朝青龍の天敵」と言われた内館牧子横審委員などからは「今後再び同じような失態を起こした場合は、引退勧告も辞さない」と忠告された。
12月2日から冬巡業に参加して、7月場所千秋楽以来133日ぶりに土俵に復帰した。初日の横綱白鵬戦では寄り切りで勝利した。
12月21日朝、横審委員の内館牧子が事前通告なしに稽古を視察するため高砂部屋を訪れたが、朝青龍は稽古休みで不在だった。内館は後日、朝青龍に対し「癌を克服し現役に復帰したプロレスラーの小橋建太を見ならいなさい」と発言した。なお朝青龍は引退後、2014年12月にNEWSポストセブンの記事において、現役中に受けた内館の辛辣な発言について、笑みを浮かべつつ「内館さん、元気に生きてますか？彼女の辛口も、私を強くしてくれたと思うよ」と述懐していた。

#### 2008年
2008年1月13日、1月場所で前年7月場所以来の本場所復帰。約5年ぶりの西横綱となったためか、初日の土俵入りの際、西横綱は本来は左足から土俵中央へ歩み寄るところを、長年東横綱として君臨していた癖で、右足を先に出すというミスも見られるなど、当初は2場所ぶりの復活で「相撲勘」を取り戻せるかどうかが話題となった。注目された初日・琴奨菊戦は快勝したものの、2日目・稀勢の里戦は豪快な送り倒しを決められ、早くも土がついた。また3日目には観戦していた内館を土俵上で睨みつける（本人は否定） など、本来の横綱の風貌が戻ってきた。その後は不安定な取り組みがありながらも勝ち星を積み重ね、14日目まで1敗で東横綱の白鵬と並び、2002年9月場所の武蔵丸 - 貴乃花戦以来、約5年半ぶりの横綱同士による千秋楽相星決戦となったが、過去に類を見ない白熱した大一番の末、白鵬に豪快な上手投げで敗れた。
2008年3月場所では11日目までは全勝で、2敗で追う白鵬を引き離していたが、12日目で土がつき、翌13日目では対朝青龍戦28連敗中だった大関琴光喜が、連敗記録歴代2位 という屈辱の記録に終止符を打った。そして14日目には両横綱共に12勝2敗で並び、1995年3月 - 5月場所の貴乃花 - 曙戦以来、約13年ぶりの2場所連続の千秋楽横綱相星決戦となった。結果は朝青龍が小手投げで勝利し22回目の優勝を決め、大きくガッツポーズをとった。（なお、このガッツポーズに関しては、後に批判を受け、注意まで受けた。）この優勝で優勝回数が貴乃花と並んだ。
2008年5月場所、琴欧州に負けてから失速し11勝。さらに千秋楽の白鵬戦で勝負決着後の土俵上で、白鵬と睨み合いになり両者とも厳重注意を受けた。
2008年7月場所では、場所前の稽古不足や右足首痛などで不安視されたが、それが的中してしまった。初日に豊ノ島に上手投げで敗れた後2日目から3連勝したが、5日目に栃乃洋に押し倒しで敗れた際に左肘を痛め6日目から途中休場。朝青龍の休場は2007年11月場所以来、途中休場は2006年5月場所以来のこととなった。
2008年9月場所では中日までに、雅山、安美錦、豊ノ島に敗北した。豊ノ島戦はテレビ映像では微妙で抗議もあった が、砂に足が付いた跡が残っていたとされる。
引退説まで囁かれたが、大鵬と九重理事（元千代の富士）はいずれも「（まだやれることを）考えるべきだ」と述べた。9日目までの5勝4敗という成績を受け、この日武蔵川理事長は休場を勧告し、10日目から休場することとなった。2場所連続休場はサッカー問題で出場停止処分を受けた2007年9月場所と11月場所を除けば自身初となる。武蔵川理事長は復帰後の場所で、進退がかかることを示唆し、朝青龍も進退をかけることを明言した。11月場所は休場。

#### 2009年

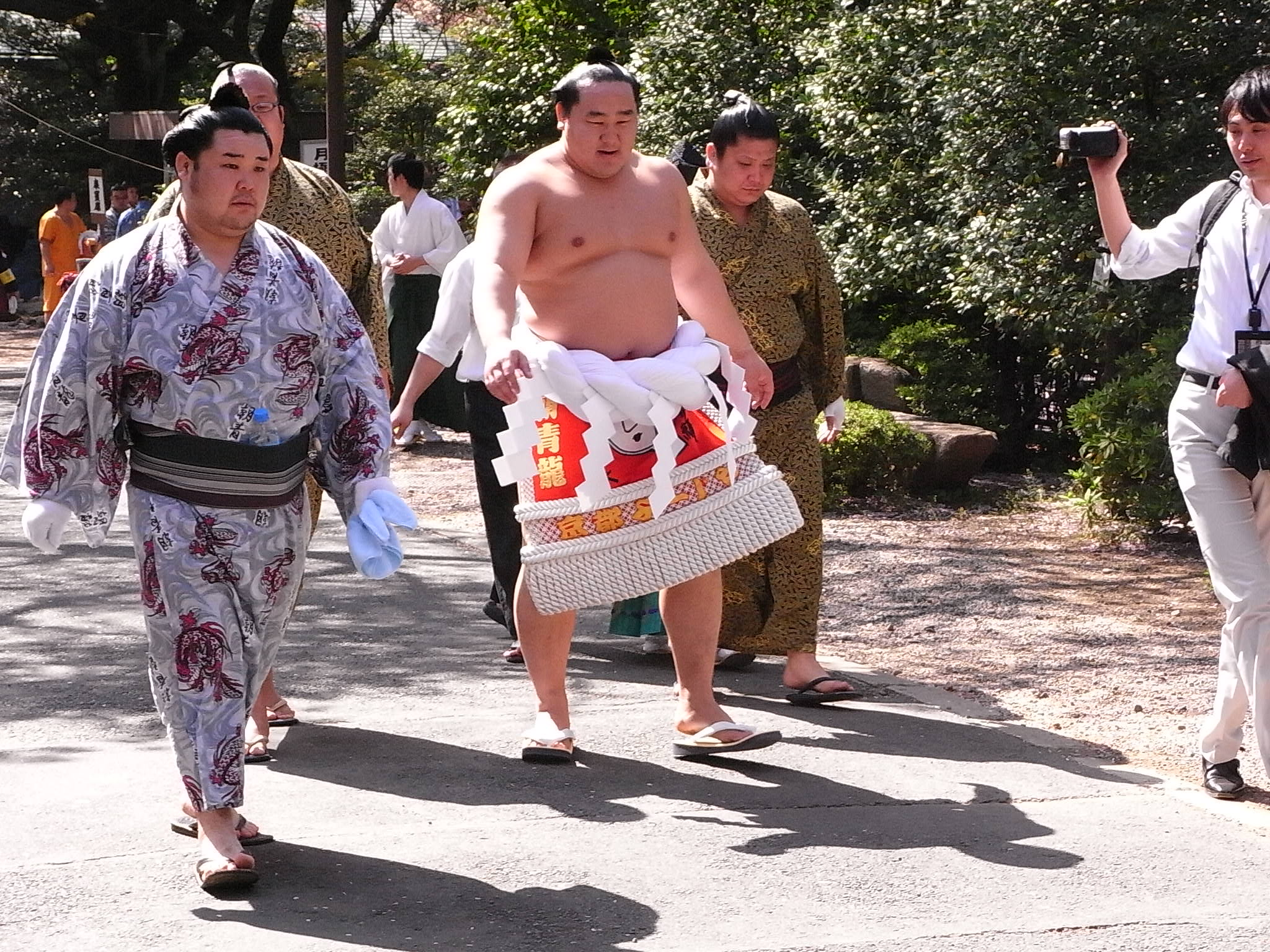
靖国神社奉納大相撲での朝青龍関（2009年4月10日撮影）

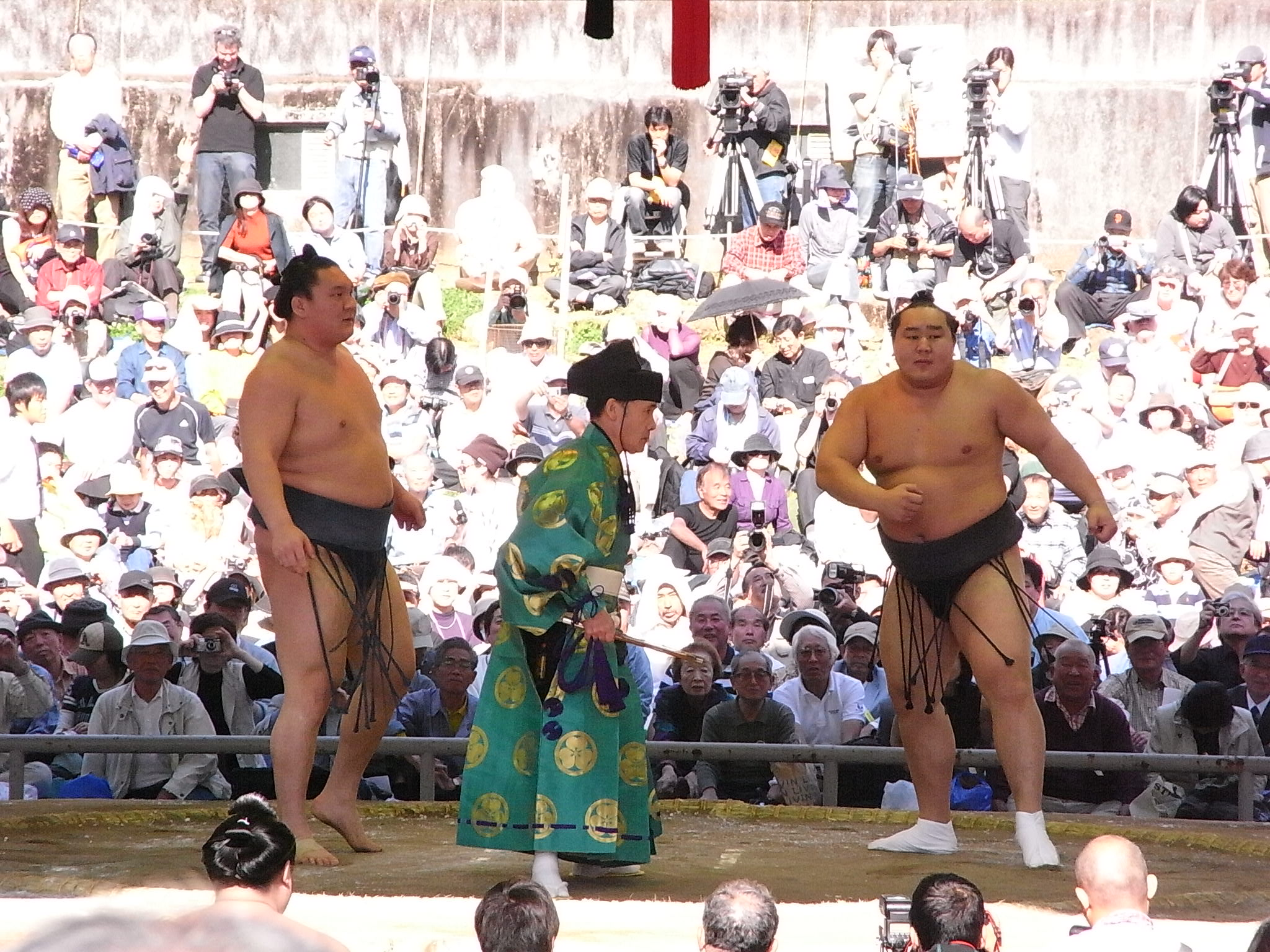
靖国神社奉納大相撲での朝青龍関と白鵬関（2009年4月10日撮影）

2009年1月場所は、場所前の横綱審議委員会稽古総見では調子が良くなく、進退問題も取り沙汰された状況で臨んだが、初日から14連勝と次第に調子を上げ、千秋楽では本割の一番は立合いを失敗して白鵬に敗れたものの、優勝決定戦では本割と一転して厳しい攻めで白鵬を寄り切りで下し、貴乃花光司を抜き歴代単独4位となる通算23回目の優勝を果たした。
場所前はマスコミは進退問題をこぞって取り上げたが、優勝後も「相撲内容は安定感を欠いた」「稽古は不十分」「力の衰えを感じさせた」とバッシングを続けている。中には「4日目までに2勝2敗、7日目までに4勝3敗だったら、引退に追い込まれていたかもしれない」、「軍配は白鵬、動が静をわずかに上回った」 とタラレバを論った批判まで存在した。2009年3月場所は、初日から9連勝と全く隙のない相撲を見せていたが、10日目に過去14勝2敗と圧倒していた日馬富士に敗れてからは自分の相撲が取れず、結局11勝4敗に終わった。場所後、日馬富士戦で肋骨骨折していたことが判明した。
2009年5月場所直前、朝青龍は申請していた日本国の永住権を取得したことを明らかにしたが、親方として相撲協会に残る際に必要となる帰化は行わなかった。
2009年5月場所は3日目に安美錦に負けたが、13日目まで白鵬・日馬富士・稀勢の里らと4人で優勝争いをしていたが、14日目の日馬富士戦で負けた時に腰を負傷、千秋楽まで取り切ったが12勝。
2009年7月6日、オフィシャルブログにて夫人と離婚していたことを発表した。
2009年7月場所は初日から7連勝したが、8日目の稀勢の里戦に負けてから失速し10勝。しかし日馬富士戦で34年ぶりの大技である櫓投げで勝った。
2009年9月場所は、初日から14連勝。全勝優勝がかかった千秋楽で横綱白鵬に寄り切りで敗れたが、優勝決定戦ではその白鵬をすくい投げで破り、北の湖に並ぶ通算24度目の優勝を果たした。この日は自身の29歳の誕生日でもあった。
2009年10月、M資金詐欺で1億2000万円を騙し取られていたことが週刊誌で報じられた。
2009年11月場所は、初日から11連勝したがその後4連敗し、11勝4敗で終わった。

#### 2010年/不祥事による突如引退
2010年1月場所は千秋楽前の14日目、日馬富士に1分13秒の大相撲の末下手投げで下して優勝を決め、2場所ぶり25度目の優勝を果たした。しかし千秋楽結びの一番では、白鵬に寄り倒されて13勝2敗の成績となった。特に本割での白鵬戦は7連敗となり（ただしその間に優勝決定戦で2回勝利）、横綱同士での対戦成績としては男女ノ川が双葉山に喫したワースト記録に並んだ。また、これが結果的に横綱・朝青龍として現役最後の一番となってしまう。
1月場所中の7日目（1月16日）未明、泥酔して暴れる騒動を起こしたと写真週刊誌に報じられ、同1月場所の千秋楽翌日の1月25日に、日本相撲協会の武蔵川理事長から厳重注意処分を受けた。ところがそれから3日後の1月28日、同日発売の週刊新潮 の記事によるとその被害者は、当初名乗り出た一個人マネージャーではなかったことが発覚。2月1日には、同協会の（理事選挙後の）新理事会で、調査委員会の設置が決まった。被害者男性は当初は一般人と報じられていたが、実際には半グレ集団（関東連合）のリーダーであった。（のち、この男性は2011年に知人男性を暴行した傷害容疑で逮捕されている。）
事件を受けて、協会からは解雇や長期出場停止を求める厳しい意見が相次いだ。2010年2月4日、日本相撲協会の理事会で事情聴取を受けた後、突如暴行問題の責任を取る形で現役を引退することを表明した。同時に横綱審議委員の鶴田卓彦委員長（元日本経済新聞社社長）からは横綱として初の「引退勧告書」が提出された。この引退表明は大きく報じられ、一部の新聞では号外も発行、繁華街や都市部で配布された ほか、テレビ各局の同日夕方以降のニュース番組で緊急特集が組まれた。
朝青龍は引退会見で「師匠と話し合い、引退を決めた。横綱の責任を感じ、迷惑をかけた。モンゴルの大草原の少年を横綱まで支えてくれて、感謝している」などと話し、涙を浮かべる場面もあった。泥酔暴行問題の真相については「この話は控えたい」と述べ、協会からも経緯説明はなかった。
高砂は「力士には怒って伸びる力士と、ダメになる力士がいる。朝青龍は後者だ」と言ってトラブル続きの朝青龍をかばい続けていたが、それが仇となった。
同じくモンゴル出身で、この日から事実上の一人横綱となった白鵬は同日中に宮城野部屋で緊急記者会見を開き、「事実ですけど、信じたくない。まだやり残したことがあったと思う」と涙ながらに語るなど、先輩横綱の突然の引退による衝撃をうかがわせた。次の2010年3月場所の大相撲番付表は、番付編成会議の数日後ながらも横綱・朝青龍の四股名は完全消滅し、東横綱に白鵬ただ一人の名前が記された。

### 現役引退後
引退の直因となった暴行事件に関して、2010年7月9日、警視庁に傷害の疑いで書類送検された。
断髪式は同年10月3日に両国国技館で行われ、モンゴル国首相のスフバータル・バトボルド、日本国元首相の森喜朗、横綱の白鵬ら約380人が鋏を入れ、師匠の高砂が止め鋏を入れた。「私の体の中には二つの心臓がある。生んでくれたモンゴルと育ててくれた日本を愛している」と述べ、土俵に別れのキスをして花道を後にした。同日、断髪後の公開記者会見で「生まれ変わったら大和魂を持った日本人として横綱になりたい。」と述べている。引退相撲の収益を巡って高砂とは完全に決別状態となった。その後も朝青龍は病身となった師匠と和解を願っていたといい、高砂のお別れの会の際には「弟子として何回もトライしましたから。残念ながら会うことはできませんでした。周りの人がたくさん邪魔をしたり」と話している。
なお、同月5日に出版された「朝青龍との3000日戦争」(横野レイコ著)には、当初は被害者の一般男性が「殴られた」と報道されていたが、朝青龍の払った手が男性の鼻に当たって骨折したのが実際であり、被害者は「朝青龍を引退させないで」と協会に嘆願書を出していた事実があったことが記されている。
2011年5月14日には東日本大震災で多大な被害を受けた、宮城県南三陸町の避難所「ベイサイドアリーナ」を訪れ「頑張れ！　南三陸町」とプリントされたTシャツ450枚、「朝青龍バスタオル」120枚を配布。焼きそばやたこ焼きを約1000人分を自ら配膳し、サインにも快く応じて被災者を励ました。
同年8月20日にはモンゴル国営テレビ総裁ナランバータルを公衆の面前で殴り、警察に逮捕され2日間拘留された。30日朝には兄スミヤバザルが身元保証人として警察を訪れ、保釈された。ナランバータルは6月26日にダグワドルジから、兄スミヤバザルをテレビ演説させてほしいと依頼されたが国政選挙の期間中で禁じられているため断った。これに腹を立てたダグワドルジが、20日のエスンズイル村記念祭の時に公衆の面前で殴ったという。暴行に関し、ナランバータルからは民事訴訟も起こされた。
2013年にはかねてより名誉会長の職にあったモンゴルレスリング協会の会長に就任した。
2013年10月31日にモンゴル・ウランバートル市内で開催されたハロウィンパーティーの席でダグワドルジが酒を飲み過ぎて酔った末に、口論となった参加者をナイフで刺して国外逃亡したと、11月1日付のウヌトル紙などモンゴルの新聞各紙が報じた。 一方で、酒に酔って口論となった参加者を数回殴ったダグワドルジに対して相手が殴り返したうえサラダナイフで攻撃し、ダグワドルジが顔を切り付けられたと主張する報道も存在する。最終的にはダグワドルジの国内マネージャーが「口論の最中に身振り手振りが大きくなって相手が持っていた食器類が顔に当った」と証言したことで真相が明らかになり、現地警察から「クラブで普通のケンカがあり、朝青龍は手当を受けた。両者は話し合いのうえで別れており、朝青龍は逃亡していない。事情聴取はするかもしれないが、逮捕などの可能性はない」という見解が為された。
2014年9月7日、国際レスリング連盟の理事選にモンゴル国代表として立候補したが落選した。
2016年5月29日、モンゴルの大先輩である旭天鵬引退相撲において断髪式で鋏を入れ、久々に国技館の土俵に姿を見せた。
2016年8月22日、リオデジャネイロオリンピックにてモンゴルレスリングのメダルなしの結果を受けて、モンゴルレスリング協会の会長を辞任することを表明。
2017年8月3日、新しくモンゴル大統領に就任したハルトマーギーン・バトトルガより日本担当の外交顧問および大統領特別大使として指名された。
2017年11月11日に公開されたジェット・リー監督作「功守道」にアリババのCEOであるジャック・マー、アクションスターのドニー・イェンやサモ・ハン・キンポー、映画マトリックスの武術指導でも有名なユエン・ウーピンら著名人とともに出演した。
2017年大晦日、「朝青龍を押し出したら1000万円」(AbemaTV)で、7年ぶりに土俵に立ち、格闘家のボブ・サップ、柔道家の泉浩、元大関・琴光喜といったVIPチャレンジャーと、スーパー・ササダンゴ・マシンら5人の一般チャレンジャーの計8人と特別ルールで対決し、8戦全勝を飾った。勝利後のインタビューでは、「いい相撲、いい思い出になりました」と語り、「相撲は人生最後。もう、上がることは絶対にしない。ダグワドルジに戻る」と完全引退を宣言した。 なお、この企画の前に友綱部屋に出稽古に出掛けた際、当時幕内であった魁聖と相撲を取る稽古を行い、10勝4敗と大きく勝ち越したという話がある。
2020年7月16日、自身のTwitterで再婚を報告し、草原で撮影した婚約者とみられる女性とのツーショット画像を掲載した。
同年11月25日、現役時代の師匠である7代高砂の定年に際し、スポーツ報知の取材に応じた。「私は師匠・高砂親方からしたら出来の悪い子どもでした。いろいろ悪さもやったし、やんちゃもした。でも99.9999…％、オレが悪かったとしても決して100％じゃない。ひとつだけ親方の真ん前に立って、こう言いたいね。『あなたの一番大きな夢をかなえたのは、オレなんだよっ！』てね」「好きとか嫌いとかではなく、親子は親子。そして、どちらかが100％正しいなんていうことはない」と自身が良い弟子とは言えない弟子であったことを認めつつ、師弟関係について思うところを述べている。
2021年11月場所12日目(11月25日、福岡国際センター)を観戦した帰りに、21代間垣(元白鵬)にモンゴル語で「バイヤルフリゲ」(日本語の『おめでとう』に相当する)と声を掛けたことを明かした。「なんでかというと、無事に終わったことなので、最後の最後（7月の名古屋場所）で優勝して、引退の2文字につながったということなので『お疲れさま』より『バイヤルフリゲ』ということで、おめでとうと私は言いたかった」と、本人なりにその言葉を選んだ理由も語った。この日の甥の豊昇龍が大栄翔に負けた1番を「素晴らしい負け」と評し、打ち出し後の取材に「大関、関脇で終わった人間に対してじゃない。横綱になった人間なんだから。（豊昇龍には）血の中を守ってほしいんですよ。勝ってなんぼだから。負けてかわいそうじゃない。私がもっと彼に勇気をあげたいんですよ」と力説した。この翌日(26日)には高砂部屋を訪れ、「もう一度、関取になるまで一回も負けずにいきなさい。戻ってこい」と朝乃山を激励している。この日の高砂部屋訪問の際に、引退時に7代高砂ともめたことで7代高砂が協会を退職するまで部屋を出入り禁止になっていたこと、それに伴い朝赤龍の断髪式への参加を拒否されていたことが明らかになった。
2023年6月3日、両国国技館で行われた鶴竜力三郎の断髪式に参加した。
2024年2月4日、両国国技館で行われた栃ノ心剛史の断髪式に参加し、翌2月5日に行われた7代高砂のお別れの会では、来賓扱いではなく遺族や弟分の8代高砂とも顔を合わせることはなかったというが、約30分間参列した。
2024年4月12日の都内の病院に緊急入院した。同月26日に自身のXに「無事に手術成功に終わり、日々元気になっております。心配かけて申し訳ないですが、いつもの笑顔を見せるように努力します」などと投稿した。
甥の豊昇龍が2025年初場所後に、横綱昇進を決めた。

## 人物
貴乃花および白鵬とともに「平成の大横綱」と呼ばれている。
四股名は高校在学時に世話になったという高知県土佐市の青龍寺に由来して名づけられた。また「明徳」という名は出身校の明徳義塾高等学校にちなんで名づけられた。師匠の高砂には「もっとも手こずらされた」 弟子と評され、「とにかく負けず嫌いで、喜怒哀楽が激しく思いを内に秘められない性格なのです」「闘志のすべてが前面に出てしまうのです」 とする一方、「落ち込む時もまた極端なのです。土俵上での強さ、日ごろの言動からは想像がつかないかもしれませんが、性格的には非常に繊細で純粋な部分を持ち合わせてもいる」「実際、感情が豊かとでもいいましょうか、よく泣く青年なのです」 と分析している。
後年こそふてぶてしい性格で知られるものの、新入幕から新三役までの時期に関しては雑誌『相撲』にて「純真そのもの」と評されていた。是非論争を巻き起こした横綱時代の土俵上での派手な振る舞いは、自分の相撲を観たいと思っているファンに向けてのことであった。
若松部屋への入門については、明徳義塾高校相撲部監督の浜村敏之が若松（朝潮）と近畿大学の同期生であった縁がある。朝青龍は高校3年の時点で19歳になることから年齢規程のため高校の対外試合に出場することができず、身の振り方を考えていた。若松は浜村から「とにかくひたすら稽古をするヤツだぞ」と朝青龍を紹介され、若松は「稽古好きな子が部屋に入れば、周囲にもいい影響を与えるだろう」と入門を受け入れる。朝青龍が稽古熱心であるという評価は衆目の一致するところであり、初土俵同期の東桜山は「十両に上がる前とかはとんでもない稽古をしてるんですよ。周りが止めても申し合いやぶつかり稽古を止めないぐらい。（新弟子が通う）相撲教習所でも俺らがハアハア言いながら最後の四股を踏んでるのに、朝青龍はヨイショ！　ヨイショ！　って吠えながら、もっとやらせてくれよ！　みたいな雰囲気だったんです。しかもそれを苦しいんじゃなくて楽しんでやっていた。」 と証言し、曙は「がむしゃらに稽古するし、素直だから教えたことをすぐに覚えて、自分なりに次に生かしている。」 と評している。
愛称は本名からとった「ドルジ」、ファンタのCMでのキャラクター「ファン太郎」など。また、新聞の見出しや星取表などでは「朝青」という略語も見られた。
朝青龍を平仮名にしたときの「あさしょうりゅう」は、拗音を1字と数えて8文字であるが、これは引退済みを含む全力士の中でもっとも長い四股名である。
左利きであり、塩を左手で撒く数少ない力士の一人であった（左手で塩を撒いても作法上問題はない。また、ちゃんこを食べる際、箸も左手で持っていた）。土俵上で懸賞金を受け取る際も左手で手刀を切っていたが、これについては2004年3月場所後の横審定例会で内館牧子が「左手で手刀を切るのはおかしい」 と注文を付け、また内館は北の湖理事長に「右手で取るように明文化した方がいい」 とも進言した。
兄にレスリング選手・総合格闘家でモンゴル人民党所属の国民大会議議員であるドルゴルスレン・スミヤバザルと、プロレスラーのブルー・ウルフがいる。甥は立浪部屋の豊昇龍智勝（ほうしょうりゅう ともかつ、本名スガラグチャー・ビャンバスレン、長兄スガラクチャーの次男）。八角部屋の北勝丸明（ほくとまる あきら、本名ナサンジャルガラ・チンゾリグ）は遠縁にあたる。
付け人の元三段目・熊郷（本名・熊郷克彦）は、「横綱になって1、2年は病んでましたからね」と明かしており、一生懸命相撲を取っているのに理解されないことに朝青龍は付け人の前で泣いていたという。熊郷はまた内館牧子が朝青龍を「人たらし」と評したことについて「その日の気分もあるけど、計算ずくじゃなくて自然体」と2019年の取材で話している。
引退後はTwitter上のコメントで話題を集めており片言の日本語で過激なツイートを行うことはたびたび週刊誌やスポーツ新聞などの記事にもなっている。Twitterでは自身を「朝様」と呼んでいる。

## エピソード
- 横綱昇進後、部屋では本人の希望で馬乳（正確には馬乳酒）入りちゃんこがしばしば出ることがあり、若い衆はこれを食べるのに苦労したという。また、2004年5月30日放送分の『情熱大陸』では、タマネギの入ったモンゴル風目玉焼きを普段のちゃんことして食べて体を作っていた様子が映し出されていた。高砂部屋のモンゴル合宿の際、付け人の口にオオカミの肉を放り込んだこともあり、付け人だった神山の感想は「砂消しゴムです。まあ、砂消しゴム食べたことなんてないですもんね。僕もないです。でも、イメージです。ざらざらしてて、脂身もなくて、かみ砕くの大変でした」[93]。
- モンゴルでは流れ星は不吉なものとされていたため、流れ星を見ると「あれは俺の星じゃない、ほかの人の星」と言いながら厄払いに唾を吐いていた。信心深く勝ち運を大事にしており、勝っても、負けても、どんなに気がたって荒れていても神へのお辞儀だけは忘れなかった。車で走っていて視線の先を黒猫が横切るとUターンしてその道は「二度とこの道は通るな」と運転手に命令した[94]。
- 2005年11月場所14日目、魁皇に勝利したことで前人未到の7連覇を達成した朝青龍はいつもの睨みつけるような眼ではなく涙目で懸賞金を受けていた。花道の奥へ引き上げると朝青龍は声を上げて大泣きし、しばらくして我に返った朝青龍はこれについて「やっぱり7連覇のプレッシャーはすごいよ。誰もやったことがないんだから。今、どこにいるのか、わからない。そんな気持ちだった。」と土俵上の孤高を語った[95]。
- 細木数子を「日本の母」と慕っている。同時に、日本の父と慕っているのは特等床山の床寿である[96]。
- 故障でモンゴルに帰国中、巡業期間中に草サッカーに興じて謹慎処分を受けるなど、サッカー好きとして知られる。好きなクラブはチェルシーFC[97][98]。
- 第1子誕生を報じた2003年4月8日の日刊スポーツの記事に憤慨し[注釈 13]、2日後茨城県内の巡業先でその記事を書いた韓国人記者を「バカ野郎」「このクソ外人」「キムチ野郎」と罵倒したと『週刊新潮』2003年5月15日号で報じられた[99]。
- 2004年3月場所後の春巡業において、一門の枠を超えてモンゴル出身力士を集め、特別指導を実施した。
- 2003年11月場所前に同年7月場所で敗れ休場に追い込まれた高見盛に対し、報復とも取れるバックドロップのような危険な吊り落としで右肩を亜脱臼させ[100]、東関部屋から出稽古中止を宣言された。また、2007年4月では新小結豊ノ島に怪我を負わせ、15代時津風から「悪意に満ちた稽古だ」と厳しく非難された。
- 2008年2月25日、ハワイから日本に帰国して関西空港に着いた朝青龍は、カメラマンに「死ね!このヤロー!」と暴言を吐いた[101]。
- 2009年1月場所前に進退問題の渦中にあった際、出羽海部屋での稽古の帰りに、NHK大相撲解説者の舞の海秀平から「横綱、まだ引退しないで下さいね」と声を掛けられた。その直後、朝青龍は舞の海に向かって「顔じゃないよ！」と不機嫌そうに一喝し、そのまま車に乗り込んだ[102]。翌日の稽古総見後に舞の海に会った際にも、今度は「おう、秀平！」と呼び捨てにした。2日連続の無礼な応対となったが舞の海は冷静で「横綱に下の名前を覚えてもらって光栄です」と笑顔で返した。横綱審議委員会の石橋義夫元委員長は「具体的なことは把握していないが、品格のある態度は取ってほしい」と話していた[103]。
- 2009年1月場所初日（11日）にインターネット上の掲示板に殺害予告文が書き込まれた[104][105]。通報を受けた警察が捜査を始めたことを知った投稿者は、14日午後に出頭し逮捕されている[106]。経緯を知らなかった朝青龍は15日にマスコミから次第を聞き、「オレが殺してやる！」と発言。記者が投稿者が自首したことを知らせると「（容疑者は）いい子じゃないか。いい子と書いといて」と話し、「不安はなかったですか？」との質問に「アホか、お前。何が怖いんだ！」と怒鳴るなど恐れを知らない様子を見せていた[107]。
- 2009年1月場所千秋楽優勝決定戦で白鵬に勝利して復活優勝を遂げた横綱朝青龍が勝利直後に土俵上でガッツポーズをしたが、この行為が横綱審査委員会などから品格の観点から問題視され、後日に日本相撲協会から所属部屋である高砂部屋師匠の7代高砂を通じて厳重注意を受けた[5]。
- 2009年2月、両国国技館そばにちゃんこ鍋の店『ワールドちゃんこ朝青龍』がオープンしたが、これは朝青龍と同店を経営する「SUMO ZONE株式会社」が「朝青龍」の名称の使用許諾契約を結んだもので、朝青龍は経営には一切関与していない。ただ2010年に入り同契約を巡り両者の間で争いが起こり、朝青龍側はSUMO ZONEに対し名称の使用中止を求めた（詳細は二瓶一将の記事を参照）。なお同店は2011年夏に閉店した。
- 2009年8月頃、東京都内のイベント企画会社が、札幌市の会社から「朝青龍をイベントに呼べる」と持ち掛けられ、埼玉県内のパチンコ店2店の集客イベントを企画したが、当時は巡業前日で、相撲協会が朝青龍のイベント参加を認めず、このため出演日を変更しようとしたところ、朝青龍は「聞いていない」と発言し、最終的にイベント出演を断った。また、このために13代九重（第58代横綱・千代の富士）が、朝青龍が集客イベント出演予定だったパチンコ店2店を訪れ謝罪する事態となった。このためイベント企画会社は、朝青龍がイベント参加の約束を果たさず損害を受けたとして、朝青龍と札幌市の会社を相手取り、東京地方裁判所に損害賠償請求訴訟を起こした[108]。2011年11月の一審東京地裁判決では朝青龍のほか出演交渉を仲介した会社に計約950万円の支払いを命じ、朝青龍のみが控訴していたが2012年7月7日の二審東京高裁判決では被告が全員和解に至った[109]。
- 2009年9月場所千秋楽優勝決定戦で白鵬に勝利して3場所ぶり復活優勝を遂げた直後に土俵上でガッツポーズをしたが、横綱審議委員会などから品格の観点から問題視され、後日に謝罪した。
- 引退に先立ち、騒動の責任を取る形で辞意を表明していたマネージャー（一宮章広）は、先代師匠である6代高砂（元小結・富士錦）の次男。
- 現役引退までに日本国籍を取っていなかったこともあり、親方として日本相撲協会に残ることはできなかったため、引退と同時に協会からは退職となった[注釈 14]。このため、前述のように、引退後、報道などでは、「ドルゴルスレン・ダグワドルジ氏」(あるいは、単に「ダグワドルジ氏」)と呼称されることが多い[注釈 15]。バラエティ番組や、スポーツ関連番組では、元横綱朝青龍、または、第68代横綱朝青龍と表現されている。
- 2016年3月場所千秋楽、白鵬が勝てば優勝が決まる結びの一番で、変化を見せて勝利したことにブーイングが沸いたことに関して「優勝インタビュー中いらん事飛ばす客腹立つ!! なら相撲見に来るな!!〔ママ〕」と野次った観客をSNSで批判し「外人こそ国技守る!!〔ママ〕」と挑発。さらに「舞の海がまたいらん口出したらしいな！あいつ誰や？身体が虫見たい、口が…何に様？〔ママ〕」と、大相撲解説者の舞の海秀平も糾弾。この時点で引退して5年以上が経つが、SNS上でその“暴れん坊”っぷりは健在であることがわかった。間もなく、これらのツイートは削除された[91]。能町みね子はこれに対して「なんでなの、なんでドルジは何を言っても許せるの！（別に舞の海さんが今日いらんこと言ったとは私は思わない）」とツイッターで反応していた[110]。
- 韓国で開催された2014年アジア競技大会におけるボクシング男子バンタム級のモンゴル選手と韓国選手の試合において、モンゴル選手の優勢ともみえる試合だったが、3-0で韓国選手の勝利となったが、この試合に対してTwitter上で激怒し、「こんな感じですが、モンゴル選手負けた!! 血だらけの韓国選手」とツイートし、上記の判定直前と思われる顔面血だらけの韓国選手と右手を挙げるモンゴル選手の写真をアップして「アジアゲーム仁川! ボクシング3ラウンド モンゴル勝っているのに韓国選手に手上がり!! キムチやろう!!」などの発言を繰り返した[111]。
- 2014年9月24日、自身のTwitterアカウントで日本人力士への批判や指摘や力士の育成について「まず、なぜ日本人が弱ているの?ハングリー精神がないとう言うわない、足りない‼️夢だけ考えている！自分自身動力しない‼️家族愛足りない‼️甘いもの食い過ぎ‼️ごめんねスバリ言うと、〔ママ〕」と自身の見解を示した[112]。
- 甥のスガラグチャー・ビャンバスレンが立浪部屋に入門する際には、あたかも自身の現役時代を引き合いに出すかのように「親方の言うことを聞くように」と助言をしたことが、2017年11月場所前にビャンバスレンが新弟子検査に合格した際に受けたインタビューで明かされた[113]。
- 2017年11月場所中に発覚した、日馬富士の貴ノ岩に対する暴行を加えたとされる問題に対し、失礼な発言をした貴ノ岩にも非がある、日馬富士がビール瓶で暴行を加えるはずがない、日馬富士だけを悪く書き立てるマスコミを自分は気に入らない、といった主張をTwitter上で展開した[114]。
- 2018年2月22日、『コロコロコミック』がチンギス・カンを事実上侮辱したとして抗議した[115]。
- 2018年7月に、秋田犬のオスの子犬の「マサオ」が贈呈された[116]。同年5月にアリーナ・ザギトワに贈呈された「マサル」のいとこである。
- 稀勢の里の引退が決定した2019年1月場所4日目の1月16日、フジテレビ系『直撃LIVE グッディ!』のVTR出演で、現役時代の頃たった1人の日本出身横綱であった稀勢の里ならではのプレッシャーがあったことを言及した[117]。
- 2021年10月17日、『NHKスペシャル 横綱 白鵬 "孤独"の14年』では、2007年に白鵬が横綱昇進を果たすと、白鵬は朝青龍とは正反対の横綱像を意識するようになったと、番組はナレーションで分析し、白鵬本人も引退後のインタビューで、「朝青龍関と逆のことをやっていこうと、ある意味見本というか」と話していたが、朝青龍はこの番組のVTRで「いちばん参考になったのは私だと思いますよ。白鵬の成長は僕の姿を見てクリアしていったんじゃないかと思う」と話す場面が流れた[118]。

## 年表
- 1999年1月場所 - 初土俵
- 2000年9月場所 - 新十両
- 2001年1月場所 - 新入幕
- 2001年5月場所 - 新小結
- 2002年1月場所 - 新関脇
- 2002年9月場所 - 新大関
- 2003年3月場所 - 新横綱

## 主な成績

### スピード記録
- 大関昇進：21歳10ヶ月（歴代4位）
- 横綱昇進：22歳4ヶ月（歴代5位）
- 初土俵から新入幕までの所要場所数：12場所（歴代8位タイ・横綱経験者の中では歴代1位）
- 初土俵から大関昇進までの所要場所数：22場所（当時歴代1位、現在歴代2位）
- 初土俵から幕内初優勝までの所要場所数：24場所（歴代1位）
- 初土俵から横綱昇進までの所要場所数：25場所（歴代1位）
- 新大関から横綱昇進までの所要場所数：3場所（歴代3位タイ・年6場所制以降では歴代1位タイ）
- 年間最多勝決定スピード記録：9月場所13日目（2005年。白鵬・照ノ富士と並んで歴代1位タイ。）

### 連勝記録
朝青龍の幕内における最多連勝記録は、35連勝である。（2004年1月場所初日-2004年5月場所5日目）

下記に、朝青龍のその他の連勝記録を記す。（20連勝以上対象）
| 回数 | 連勝数 | 期間                                    | 止めた力士 | 備考                                          | 止めた力士の決まり手 | 連勝を止めた力士の番付 |
| ---- | ------ | --------------------------------------- | ---------- | --------------------------------------------- | -------------------- | ---------------------- |
| 1    | 35     | 2004年1月場所初日～2004年5月場所5日目   | 北勝力     | 2004年1月場所～2004年3月場所2場所連続全勝優勝 | 押し倒し             | 東前頭筆頭             |
| 2    | 27     | 2005年1月場所初日～2005年3月場所12日目  | 栃東       | 2005年1月場所全勝優勝                         | 寄り倒し             | 西大関2枚目            |
| 3    | 24     | 2005年3月場所14日目～2005年7月場所7日目 | 琴欧洲     | 2005年5月場所全勝優勝                         | 上手投げ             | 東小結                 |
| 4    | 22     | 2007年3月場所3日目～2007年5月場所9日目  | 安美錦     |                                               | 寄り倒し             | 東前頭4枚目            |

- 上記の通り、幕内では、20連勝以上4回、30連勝以上1回記録している。
- 尚、他に、幕下以下における最多連勝記録は、21連勝である。（1999年3月場所5日目-1999年9月場所3日目）

### 連続優勝（連覇）
| 自身の順位 | 連覇 | 連続優勝期間                    | 止めた力士（次場所優勝力士） | 備考 | 連覇が止まった場所の次場所優勝力士の番付 |
| ---------- | ---- | ------------------------------- | ---------------------------- | --- | ---------------------------------------- |
| 1          | 7    | 2004年11月場所 - 2005年11月場所 | 栃東                         | 2005年1月場所、5月場所全勝優勝。白鵬と並んで歴代1位タイとなる7連覇を記録（記録達成時は前人未到の記録）。また2005年年間完全制覇を記録（史上唯一）。 | 東大関2枚目                              |
| 2          | 4    | 2004年1月場所 - 2004年7月場所   | 魁皇                         | 2004年1月場所 - 2004年3月場所2場所連続全勝優勝（歴代3位タイ）。35連勝も記録（最高連勝記録では昭和以降で歴代5位）。                                 | 東大関                                   |
| 2          | 4    | 2006年7月場所 - 2007年1月場所   | 白鵬                         | 2006年11月場所全勝優勝。 | 西大関                                   |
| 4          | 2    | 2002年11月場所 - 2003年1月場所  | 千代大海                     | 初優勝から2連覇達成。 | 東大関2枚目                              |

- 上記の通り、7連覇以上1回、4連覇以上3回、2連覇以上4回記録している。

### 通算成績
- 通算成績：669勝173敗76休（67場所）
- 通算勝率：.795
  - 幕内成績：596勝153敗76休（55場所）
  - 幕内勝率：.796
    - 横綱成績：463勝91敗76休（42場所）横綱勝星は歴代6位
    - 横綱勝率：.836（歴代4位）
      - 番付上1人横綱成績：266勝37敗12休（21場所）番付上1人横綱勝星は歴代1位
      - 番付上1人横綱勝率：.878（歴代2位）
      - 東横綱成績：345勝64敗56休（31場所）東横綱勝星は歴代5位
      - 東横綱勝率：.844（歴代3位タイ）

    - 大関成績：38勝7敗（3場所）
    - 大関勝率：.844
    - 三役成績：67勝38敗（7場所）
    - 三役勝率：.638
      - 関脇成績：42勝18敗（4場所）
      - 関脇勝率：.700
      - 小結成績：25勝20敗（3場所）
      - 小結勝率：.556

    - 前頭成績：28勝17敗（3場所）
    - 前頭勝率：.622

  - 十両成績：20勝10敗（2場所）
  - 十両勝率：.667
  - 幕下成績：33勝9敗（6場所）
  - 幕下勝率：.786
  - 三段目成績：7勝0敗（1場所）
  - 三段目勝率：1.00（歴代1位タイ）
  - 序二段成績：7勝0敗（1場所）
  - 序二段勝率：1.00（歴代1位タイ）
  - 序ノ口成績：6勝1敗（1場所）
  - 序ノ口勝率：.857
- 最高連勝記録：35連勝（最高連勝記録としては歴代5位・上位4名の重複記録も含めると歴代8位）
- 横綱連勝記録：35連勝（横綱としての最高連勝記録としては歴代5位・上位4名の重複記録も含めると歴代7位）
- 年始めからの連勝記録：35連勝（2004年1月場所初日 - 2004年5月場所5日目・歴代1位）
- 新大関の初日からの連勝記録：8連勝（歴代5位タイ）
- 年間最多勝：5回（歴代4位タイ）
  - 2002年（66勝24敗）、2003年（67勝18敗5休）、2004年（78勝12敗）、2005年（84勝6敗・当時の最多勝記録。現在は最高記録としては歴代2位、1位の白鵬の重複記録も含めると歴代3位。）、2006年（67勝11敗12休）
- 年間最多勝連続年数：5年（2002年 - 2006年・歴代2位タイ）
- 年間最多勝（年度にこだわらない任意の連続6場所の成績）：84勝6敗（最高記録としては歴代3位タイ・上位2名の重複記録も含めると歴代5位タイ）
- 年間80勝以上回数：1回（歴代4位タイ）
- 年間最優秀力士賞受賞回数：5回（2002年 - 2006年。歴代4位タイ）
- 年間最優秀力士賞受賞連続年数：5年（2002年 - 2006年。歴代2位タイ）
- 幕内中日勝ち越し記録：23場所（歴代3位）
- 幕内連続中日勝ち越し記録：4場所（2004年11月場所 - 2005年5月場所。最高記録としては歴代3位タイ・上位2名の重複記録も含めると歴代4位タイ）
- 横綱連続2桁勝利記録：9場所（2004年11月場所 - 2006年3月場所・歴代9位タイ）
- 通算2桁勝利記録：43場所（歴代8位）
- 幕内2桁勝利記録：42場所（歴代8位）
- 横綱2桁勝利記録：34場所（歴代7位）
- 幕内連続12勝以上勝利：7場所（2004年11月場所 - 2005年11月場所。最高記録としては歴代6位タイ・1位白鵬の重複記録を含めると歴代7位タイ）
- 幕内12勝以上勝利：30場所（歴代6位）
- 幕内連続13勝以上勝利：7場所（2004年11月場所 - 2005年11月場所。歴代4位タイ）
- 幕内13勝以上勝利：27場所（歴代6位）
- 幕内14勝以上勝利：14場所（歴代6位）
- 幕内連続全勝場所数：2場所（2004年1月場所 - 2004年3月場所。歴代3位タイ・15日制以降では歴代2位タイ）
- 年間最多全勝優勝場所数：2場所（2004年・歴代2位タイ）
- 全6場所制覇達成：史上9人目
- 年間完全制覇：2005年（史上唯一）
- 横綱在位中優勝率：.548（歴代1位）
- 対力士幕内対戦成績最高連勝記録：28連勝（琴光喜戦・北の湖の栃光戦29連勝に次いで歴代2位）
- 幕内初顔連勝記録：34連勝（歴代1位）
- 千秋楽結びの一番：37回（歴代6位タイ）
- 千秋楽結びの一番連続出場回数：16回（2003年9月場所 - 2006年3月場所・歴代3位）
- 千秋楽結びの一番勝利：21勝（歴代5位タイ）
- 千秋楽結びの一番連勝記録：6連勝（2005年1月場所 - 2005年11月場所・歴代6位タイ）
- 金星配給：25個（1場所15日制以降で優勝20回以上の大横綱(大鵬、北の湖、千代の富士、貴乃花、朝青龍、白鵬)の中では、最も少ない配給数で歴代1位）
- 金星配給率：0.091（歴代6位）
- 1場所平均金星配給平均率：0.595（歴代7位・15日制以降では歴代5位）

### 各段在位場所数
- 通算在位：67場所
  - 幕内在位：55場所
    - 横綱在位：42場所（歴代9位）
      - 番付上1人横綱在位：21場所（2004年1月場所 - 2007年5月場所・歴代1位）※尚、史上8人目の番付上1人横綱と呼ばれる。
      - 横綱連続出場：242回（歴代5位）
      - 横綱出場：550回（歴代6位）
      - 横綱連続皆勤場所：16場所（2003年9月場所 - 2006年3月場所・歴代3位タイ）
      - 横綱皆勤場所：36場所（歴代6位タイ）
      - 東横綱在位：31場所（歴代4位）
      - 東横綱連続在位：27場所（2003年5月場所 - 2007年9月場所・歴代1位）
      - 年間東横綱完全在位：3年（2004年 - 2006年・歴代2位）
      - 年間東横綱完全在位連続年数：3年（2004年 - 2006年・白鵬と並んで歴代1位タイ）※初達成から3年連続達成に関しても白鵬と並んで歴代1位タイ。

    - 大関在位：3場所（横綱経験者の中では1場所15日制・年6場所制以降史上最短タイ）
    - 三役在位：7場所（関脇4場所、小結3場所）
    - 平幕在位：3場所

  - 十両在位：2場所
  - 幕下在位：6場所
  - 三段目在位：1場所
  - 序二段在位：1場所
  - 序ノ口在位：1場所
  - 前相撲：1場所

### 各段優勝
- 幕内最高優勝：25回（歴代4位）
  - 2002年（1回）11月場所
  - 2003年（3回）1月場所、5月場所、9月場所
  - 2004年（5回）1月場所、3月場所、5月場所、7月場所、11月場所
  - 2005年（6回・年6場所制において史上初の快挙）1月場所、3月場所、5月場所、7月場所、9月場所、11月場所
  - 2006年（4回）3月場所、7月場所、9月場所、11月場所
  - 2007年（2回）1月場所、7月場所
  - 2008年（1回）3月場所
  - 2009年（2回）1月場所、9月場所
  - 2010年（1回）1月場所
- 場所別優勝回数（東京場所：13回　地方場所：12回。東京場所は歴代5位タイ・地方場所は歴代4位）
  - 初場所：6回（歴代1位タイ）（2003年 - 2005年まで3連覇。歴代1位タイ）
  - 春場所（大阪）：4回（歴代4位）
  - 夏場所：3回（歴代6位）
  - 名古屋場所：4回（歴代3位タイ）（2004年 - 2007年まで4連覇。歴代1位タイ）
  - 秋場所：4回（歴代4位タイ）
  - 九州場所：4回（歴代4位）
- 連覇：7連覇（史上最長タイ、2004年11月場所 - 2005年11月場所）
- 東京場所連覇：5連覇（2003年1月場所 - 2004年5月場所。歴代4位タイ）
- 地方場所連覇：9連覇（2004年3月場所 - 2006年11月場所。歴代1位）
- 全勝優勝：5回（2004年1月場所、2004年3月場所、2005年1月場所、2005年5月場所、2006年11月場所。歴代6位・15日制以降では歴代5位）
- 14勝1敗での優勝：9回（歴代5位）
- 13勝2敗での優勝：11回（歴代1位タイ）
- 14日目までに優勝決定回数：14回（歴代3位）
- 番付上1人横綱優勝：16回（歴代1位）
- 東横綱優勝：19回（歴代2位タイ）
- 優勝連続年数：9年（歴代4位タイ）
- 全勝優勝連続年数：3年（最高記録としては歴代4位タイ・1位白鵬の重複記録も含めると歴代5位タイ）
- 幕下優勝：1回（2000年7月場所）
- 三段目優勝：1回（1999年5月場所）
- 序二段優勝：1回（1999年3月場所）
- 全日本力士選士権優勝：2回（2002年、2004年。歴代8位タイ）
- 日本大相撲トーナメント優勝：4回（2004年、2006年 - 2008年。千代の富士・曙・白鵬と並んで歴代1位タイ）
- 日本大相撲トーナメント連続優勝：3連覇（2006年 - 2008年。歴代1位）
- 神宮奉納大相撲優勝：2回（2003年 - 2004年。歴代8位タイ）
- 神宮奉納大相撲連続優勝：2連覇（2003年 - 2004年。歴代3位タイ）

### 三賞・金星
- 三賞：6回
  - 殊勲賞：3回 (2001年5月場所、2002年3月場所、2002年7月場所)
  - 敢闘賞：3回 (2001年9月場所、2001年11月場所、2002年5月場所)
- 金星：1個
  - 武蔵丸：1個（2001年9月場所）

### 場所別成績
| | 一月場所 初場所（東京） | 三月場所 春場所（大阪） | 五月場所 夏場所（東京） | 七月場所 名古屋場所（愛知） | 九月場所 秋場所（東京） | 十一月場所 九州場所（福岡） |
| --- | ----------------------- | ----------------------- | ----------------------- | --------------------------- | ----------------------- | --------------------------- |
| 1999年 （平成11年） | （前相撲）              | 東序ノ口34枚目 6–1      | 西序二段85枚目 優勝 7–0 | 西三段目75枚目 優勝 7–0     | 東幕下53枚目 6–1        | 東幕下27枚目 6–1            |
| 2000年 （平成12年） | 西幕下12枚目 3–4        | 西幕下19枚目 5–2        | 西幕下9枚目 6–1         | 西幕下2枚目 優勝 7–0        | 東十両7枚目 9–6         | 西十両3枚目 11–4            |
| 2001年 （平成13年） | 西前頭12枚目 9–6        | 東前頭6枚目 9–6         | 西小結 8–7 殊           | 東小結 7–8                  | 西前頭筆頭 10–5 敢★     | 東小結 10–5 敢              |
| 2002年 （平成14年） | 西関脇 8–7              | 西関脇 11–4 殊          | 西関脇 11–4 敢          | 東関脇 12–3 殊              | 東大関3 10–5            | 東大関2 14–1                |
| 2003年 （平成15年） | 東大関 14–1             | 西横綱 10–5             | 東横綱 13–2             | 東横綱 5–5–5                | 東横綱 13–2             | 東横綱 12–3                 |
| 2004年 （平成16年） | 東横綱 15–0             | 東横綱 15–0             | 東横綱 13–2             | 東横綱 13–2                 | 東横綱 9–6              | 東横綱 13–2                 |
| 2005年 （平成17年） | 東横綱 15–0             | 東横綱 14–1             | 東横綱 15–0             | 東横綱 13–2                 | 東横綱 13–2             | 東横綱 14–1                 |
| 2006年 （平成18年） | 東横綱 11–4             | 東横綱 13–2             | 東横綱 1–2–12           | 東横綱 14–1                 | 東横綱 13–2             | 東横綱 15–0                 |
| 2007年 （平成19年） | 東横綱 14–1             | 東横綱 13–2             | 東横綱 10–5             | 東横綱 14–1                 | 東横綱 出場停止 0–0–15  | 西横綱 出場停止 0–0–15      |
| 2008年 （平成20年） | 西横綱 13–2             | 西横綱 13–2             | 東横綱 11–4             | 東横綱 3–3–9                | 西横綱 5–5–5            | 西横綱 休場 0–0–15          |
| 2009年 （平成21年） | 西横綱 14–1             | 東横綱 11–4             | 西横綱 12–3             | 西横綱 10–5                 | 西横綱 14–1             | 東横綱 11–4                 |
| 2010年 （平成22年） | 西横綱 13–2             | 引退 –                  | x                       | x                           | x                       | x                           |
| 各欄の数字は、「勝ち-負け-休場」を示す。 優勝 引退 休場 十両 幕下 三賞：敢=敢闘賞、殊=殊勲賞、技=技能賞 その他：★=金星 番付階級：幕内 - 十両 - 幕下 - 三段目 - 序二段 - 序ノ口 幕内序列：横綱 - 大関 - 関脇 - 小結 - 前頭（「#数字」は各位内の序列） |                         |                         |                         |                             |                         |                             |

## 合い口
- 元横綱・貴乃花には2敗。
- 元横綱・武蔵丸には4勝5敗。
- 元横綱・白鵬には12勝13敗。他に優勝決定戦で3勝1敗。横綱同士の対戦は4勝8敗。2010年1月場所で、寄り倒しで敗れた相撲が朝青龍の現役最後の一番となった。
- 元横綱・日馬富士には17勝5敗。いずれも日馬富士が横綱に昇進前の対戦である。
- 元横綱・鶴竜には7戦全勝。いずれも鶴竜が大関・横綱に昇進前の対戦である。
- 元横綱・稀勢の里には13勝4敗。いずれも稀勢の里が大関・横綱に昇進前の対戦である。
- 元大関・貴ノ浪には12勝2敗。いずれも貴ノ浪が大関陥落後の対戦である。
- 元大関・千代大海には30勝9敗。大関同士の対戦は朝青龍の1勝、朝青龍の横綱昇進後は朝青龍の25勝6敗。
- 元大関・出島には16勝4敗。出島の大関在位中は朝青龍の1勝2敗。大関同士の対戦はなし。
- 元大関・武双山には12勝3敗。大関同士の対戦は朝青龍の3勝、朝青龍の横綱昇進後は朝青龍の5勝。
- 元大関・雅山には34勝5敗。雅山の大関在位中は2勝2敗。大関同士の対戦はなし。
- 元大関・魁皇には25勝12敗。大関同士の対戦は朝青龍の1敗、朝青龍の横綱昇進後は朝青龍の21勝8敗。
- 元大関・栃東には15勝10敗。大関同士の対戦は朝青龍の1勝、朝青龍の横綱昇進後は朝青龍の11勝6敗。2007年3月場所で、上手投げで勝った相撲が栃東の現役最後の一番となった。
- 元大関・琴欧洲には16勝7敗。他に優勝決定戦で1勝がある。琴欧洲の大関在位中は朝青龍の12勝5敗。
- 元大関・琴光喜には36勝9敗。琴光喜の大関在位中は6勝3敗。2002年11月場所から2008年3月場所で敗れるまで28連勝を記録した。
- 元大関・把瑠都には9戦全勝。いずれも把瑠都が大関昇進前の対戦である。
- 元大関・琴奨菊には15勝1敗。いずれも琴奨菊の大関昇進前の対戦である。
- 元大関・豪栄道には5勝2敗(不戦敗1を含む)。いずれも豪栄道の大関昇進前の対戦である。2010年1月場所で、引き落としで敗れた相撲が現役最後の金星を配給した一番となった。
- 元大関・栃ノ心には2勝。いずれも栃ノ心が平幕時代の対戦である。

## 幕内対戦成績
| 力士名   | 勝数 | 負数  | 力士名   | 勝数 | 負数 | 力士名   | 勝数 | 負数 | 力士名   | 勝数  | 負数 |
| -------- | ---- | ----- | -------- | ---- | ---- | -------- | ---- | ---- | -------- | ----- | ---- |
| 安芸乃島 | 1    | 1     | 安美錦   | 17   | 6(1) | 阿覧     | 1    | 0    | 岩木山   | 15    | 1    |
| 皇司     | 1    | 0     | 魁皇     | 25   | 12   | 海鵬     | 6    | 1    | 垣添     | 13    | 0    |
| 鶴竜     | 7    | 0     | 春日王   | 1    | 0    | 稀勢の里 | 13   | 4    | 旭鷲山   | 13    | 2    |
| 旭天鵬   | 36   | 2     | 金開山   | 0    | 1    | 豪栄道   | 5    | 2(1) | 五城楼   | 1     | 0    |
| 黒海     | 12   | 2     | 琴欧洲   | 16*  | 7    | 琴奨菊   | 15   | 1    | 琴ノ若   | 11    | 4    |
| 琴光喜   | 36   | 9     | 琴龍     | 4    | 1    | 霜鳥     | 8    | 0    | 翔天狼   | 1     | 0    |
| 大至     | 1    | 0     | 貴闘力   | 1    | 0    | 貴ノ浪   | 12   | 2    | 貴乃花   | 0     | 2    |
| 隆乃若   | 10   | 1     | 高見盛   | 10   | 1    | 豪風     | 7    | 0    | 玉春日   | 2     | 1    |
| 玉乃島   | 19   | 3     | 玉力道   | 1    | 0    | 千代大海 | 30   | 9    | 千代天山 | 0     | 1    |
| 出島     | 16   | 4     | 時津海   | 7    | 1    | 時天空   | 10   | 1    | 土佐ノ海 | 18    | 6(1) |
| 栃東     | 15   | 10    | 栃煌山   | 4    | 0    | 栃ノ心   | 2    | 0    | 栃乃洋   | 17    | 6    |
| 栃乃花   | 2    | 0     | 豊ノ島   | 7    | 2    | 豊響     | 1    | 0    | 白鵬     | 12*** | 13*  |
| 白露山   | 2    | 0     | 濱ノ嶋   | 1    | 0    | 追風海   | 1    | 1    | 把瑠都   | 9     | 0    |
| 日馬富士 | 17   | 5     | 肥後ノ海 | 2    | 0    | 普天王   | 4    | 1    | 武雄山   | 1     | 0    |
| 豊真将   | 3    | 0     | 北勝力   | 10*  | 1    | 雅山     | 34   | 5    | 武蔵丸   | 4     | 5    |
| 武双山   | 12   | 3     | 嘉風     | 1    | 0    | 露鵬     | 9(1) | 0    | 若光翔   | 0     | 1    |
| 若の里   | 19   | 10(1) | 若ノ鵬   | 3    | 0    | 和歌乃山 | 0    | 1    |          |       |      |

- 他に優勝決定戦で琴欧洲に1勝、白鵬に3勝1敗、北勝力に1勝がある。

## 改名歴
- 朝青龍 明徳（あさしょうりゅう あきのり）1999年1月場所 - 2010年1月場所

## 書籍

### 著書
- 『一番、一番!真剣勝負』（2006年1月27日、NHK出版）ISBN 4-14-081084-X

### 関連書籍
- 『ドルジ 横綱・朝青龍の素顔』（著者:武田葉月）（2003年8月2日、実業之日本社）ISBN 9784408321820
  - 『ドルジ 横綱・朝青龍の素顔』（著者:武田葉月）（2006年12月14日、講談社 講談社文庫）ISBN 9784062755931
- 『朝青龍はなぜ負けないのか』（著者:松田忠徳）（2005年10月30日、新潮社）ISBN 9784103002918
- 『お帰りなさい朝青龍』（著者:内館牧子）（2008年1月11日、朝日新聞社）ISBN 9784023302716
- 『朝青龍から笑顔が消えた本当の理由』（著者:本田昌毅）（2008年2月5日、双葉社）ISBN 9784575300161
- 『朝青龍はなぜ強いのか？ 日本人のためのモンゴル学』（著者:宮脇淳子）（2008年2月23日、ワック WAC BUNKO）ISBN 9784898315774
- 『横綱 朝青龍』（著者:野村誠一）（2008年9月10日、ゴマブックス）ISBN 9784777109678
- 『朝青龍 よく似た顔の異邦人』（著者:木村理子）（2010年9月29日、朝日新聞出版）ISBN 9784022507921
- 『朝青龍物語』（著者:花菱スパーク 水木繁 シュウジ）（2010年10月1日、竹書房 バンブーC）ISBN 9784812473337 - コミック
- 『朝青龍との3000日戦争』（著者:横野レイコ）（2010年10月15日、文藝春秋）ISBN 9784163731803

## 出演

### テレビ出演
- 2002年9月28日と2010年10月2日の『オールスター感謝祭』（TBS）に出演。
- 2002年12月31日の『第53回NHK紅白歌合戦』（NHK総合・ラジオ第1）にゲスト審査員として出演。
- 2005年12月23日の『ぐるナイゴチ6大精算SP』（日本テレビ）に出演。
- 2005年と2006年に『いい旅・夢気分』（テレビ東京）に出演。2005年には弟弟子朝赤龍とともに神奈川県・丹沢山村で滝修行を行い、2006年には朝赤龍のほか旭天鵬、時天空のモンゴル出身力士4人で栃木県の日光を旅した。
  - さらに同番組の2007年の新春特番において、初場所を前に大関千代大海と2人で旅をする呉越同舟とも言える企画があった。
- 日経スペシャル カンブリア宮殿 「国境を越えるスポーツ界 最強の男が語る"いま、ニッポン人に必要なモノ"」（2006年9月4日、テレビ東京）[119]。
- 2011年3月6日には『逃走中2011 〜大統領暗殺計画〜』に出演。
- ワールドデンジャーインタビュー（2017年2月19日、テレビ朝日)
- 朝青龍を押し出したら1000万円（2017年12月31日、AbemaTV）[120]

### CM出演
- 日本郵政公社（現・日本郵便）「真っ向。『朝青龍関』篇」
- P&G 洗剤製品「ボールド」
- 富士通 ノートパソコン「FMV-BIBLO LOOX T70M/T『横綱の上で』篇」
- アサヒ飲料 缶コーヒー「WONDA モーニングショット『朝青龍』篇」
- サントリー スポーツドリンク 「ゲータレード『MIX SPORTS』篇」
- シャディ「朝青龍『スベスベ』篇」「シャディのお中元『流しそうめん』篇」
- NTTドコモ「『朝青龍 - だからわたしはドコモです』篇」
- コカ・コーラ「ファンタ　『ファン太郎が行く』シリーズ」[121]（第49回ACC全日本CMフェスティバル演技賞[122]）

### 映画
- 功守道（中国語: 功守道）（2017年、高手龍）